# Step Up 2: The Streets
Step Up 2: The Streets (Ela Dança, Eu Danço 2) é um filme de drama americano lançado em 14 de fevereiro de 2008. É continuação do filme Ela Dança, Eu Danço de 2006. O filme foi dirigido por Jon M. Chu e coreografado por Jamal Sims junto com Hi-Hat (coreógrafo de Bring It On), Dave Scoot (coreógrafo de Stomp the Yard), Tyree Johnson e Arthur Hickman. Patrick Wachsberger e Erik Feig da Summit Entertainment produziram o filme com Adam Shankman e Jennifer Gibgot de Offspring Entertainment. O filme foi sucedido por Step Up 3D em 2010. O Slogan do filme, assim como o de Pokémon: The First Movie, é: Não importa de onde você veio, mas quem você é.

## Sinopse
A vida da rebelde Andie (Briana Evigan) vira do avesso quando ela se vê obrigada a entrar para a "Escola de Artes Maryland", (Maryland School of the Arts), frequentada por jovens de alta sociedade e alguns bolsistas. Andie trava uma batalha diária para se adaptar ao novo ambiente, sem esquecer de suas origens. Ao lado de Chase (Robert Hoffman), irmão do diretor da escola, ela reúne um grupo de dançarinos para competir em um concurso de dança de rua, mas o que eles não sabem é que unir estes dois diferentes mundos não será nada fácil, e que a batalha está apenas no começo.

## Elenco
- Briana Evigan como Andie
- Robert Hoffman como Chase Collins
- Cassie Ventura como Sophie Donovan
- Will Kemp como Blake Collins
- Telisha Shaw como Felicia
- Danielle Polanco como Missy
- Adam G. Sevani como Moose
- Mari Koda como Jenny Kido
- Channing Tatum como Tyler Gage
- Harry Shum Jr. como Cable
- Luis Rosado como Monster
- LaJon Dantzler como Smiles
- Janelle Cambridge como Fly
- Christopher Scott como Hair

## Prêmios e indicações
Alliance of Women Film Journalists 2008 - (Indicado) EDA Special Mention Award Sequel That Shouldn't Have Been Made. Sequência de filme que não deveria ter sida feita.
Imagen Foundation Awards 2008 - (Indicado) Imagen Award Best Supporting Actress- Film Danielle Polanco. Melhor Atriz Coadjuvante - Danielle Polanco.
MTV Movie Awards 2008 - (Ganhou) MTV Movie Awards Best Kiss Briana Evigan e Robert Hoffman. Melhor beijo - Briana Evigan e Robert Hoffman.
Teen Choice Awards 2008 - (Ganhou) Teen Choice Awards Choice Movie Drama. Melhor filme de drama.
Teen Choice Awards Choice Movie - (Indicado) Breakout Female Briana Evigan. Personagem de fuga feminino em um filme Briana Evigan.

## Trilha sonora
A trilha sonora foi lançada em 5 de fevereiro de 2008, através da Atlantic Records.
1. Low (Flo Rida part. T-Pain)
2. Shake Your Pom Pom (Missy Elliott)
3. Killa (Cherish part. Yung Joc)
4. Hypnotized (Plies part. Akon)
5. Is It You (Cassie)
6. Can't Help But Wait Remix (Trey Songz part. Plies)
7. Church (T-Pain part. Teddy Verseti)
8. Ching-A-Ling (Missy Elliott)
9. Push (Enrique Iglesias)
10. 3-6-9 (Cupid part. B.o.B)
11. Impossible (Bayje)
12. Lives In Da Club (Sophia Fresh part. Jay Lyriq)
13. Girl You Know (Scarface part. Trey Songz)
14. Say Cheese (KC)
15. Let It Go (Brit & Alex)
16. Ain't No Stressin (Montana Tucker, Sikora e Denial)

1. ↑  http://www.boxofficemojo.com/movies/?id=stepup2.htm. Box Office Mojo.